# サリーム・アリー
サリーム モイズディン アブドゥル アリー (Sálim Moizuddin Abdul Ali、1896年11月12日–1987年6月20日)は、インドの鳥類学者および博物学者。「インドの鳥人」と呼ばれることもあるアリは、インド全土で体系的な鳥の調査を実施した最初のインド人であり、インドで鳥類学を普及させるいくつかの鳥の本を書いた。 彼は1947年以降、ボンベイ自然史協会の重要人物となり、彼の個人的な影響力を利用して、政府の支援を獲得し、バーラトプール鳥類保護区（ケオラデオ国立公園）を作成し、現在のサイレントバレー国立公園の破壊を防いだ。 シドニー・ディロン・リプリーと一緒に、彼はインドとパキスタンの鳥の画期的な10巻のハンドブックを書いた。その第2版は彼の死後に完成した。 彼は1958年にパドマ・ブーシャン勲章を、1976年にパドマビブーシャンを授与された。これはそれぞれインドで3番目と2番目に高い民間人の栄誉である。いくつかの種類の鳥、いくつかの鳥類保護区および施設が彼にちなんで名付けられた。

## ビルマとドイツ

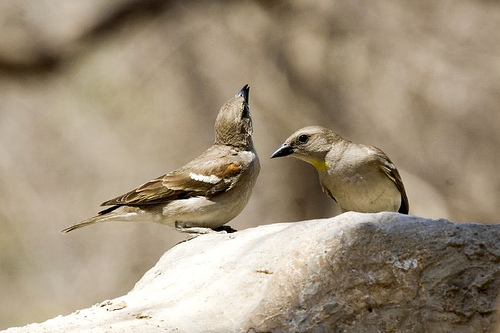
コイワスズメ

## 鳥類学

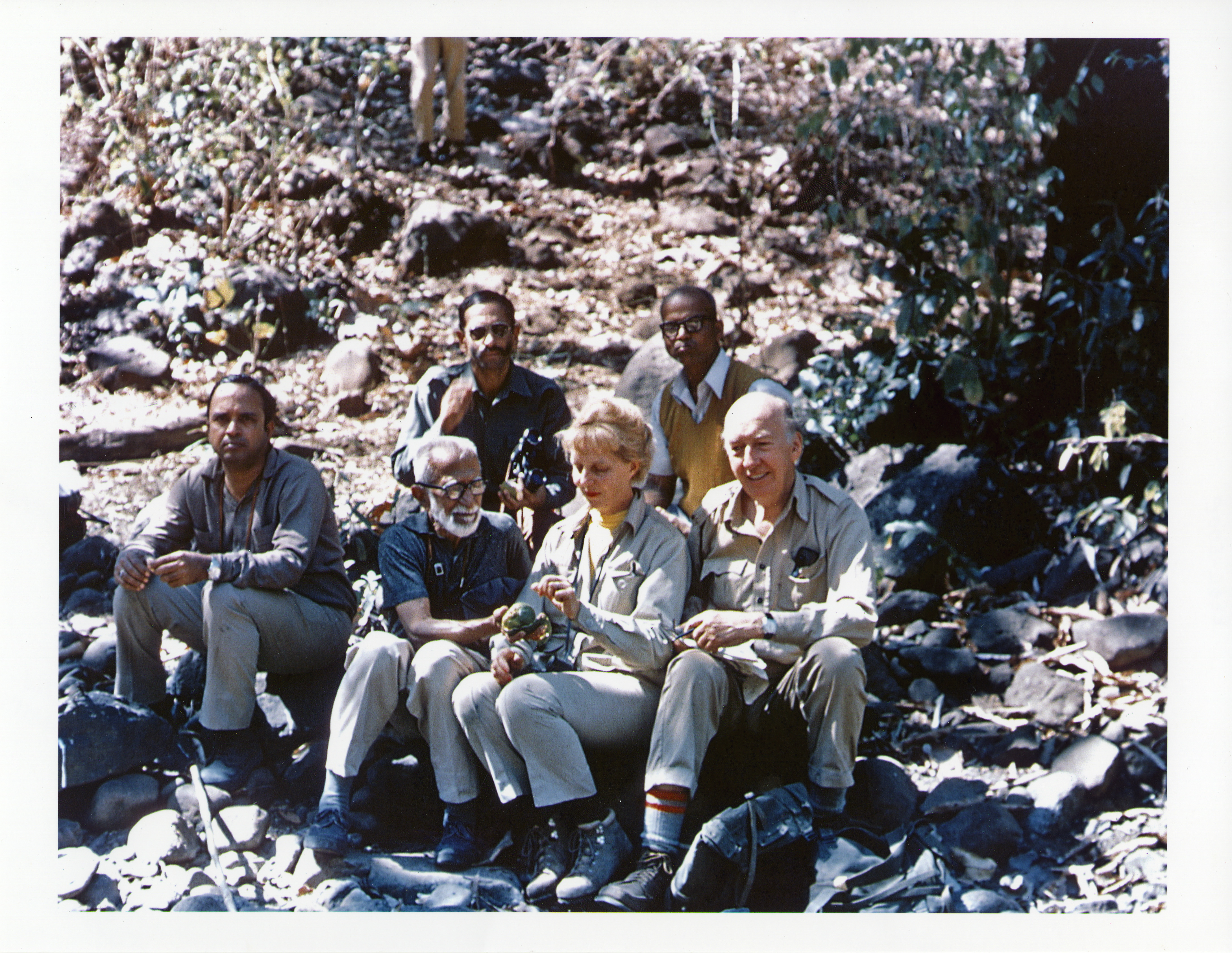
メアリーとディロンリプリーとのコレクション旅行（1976年）

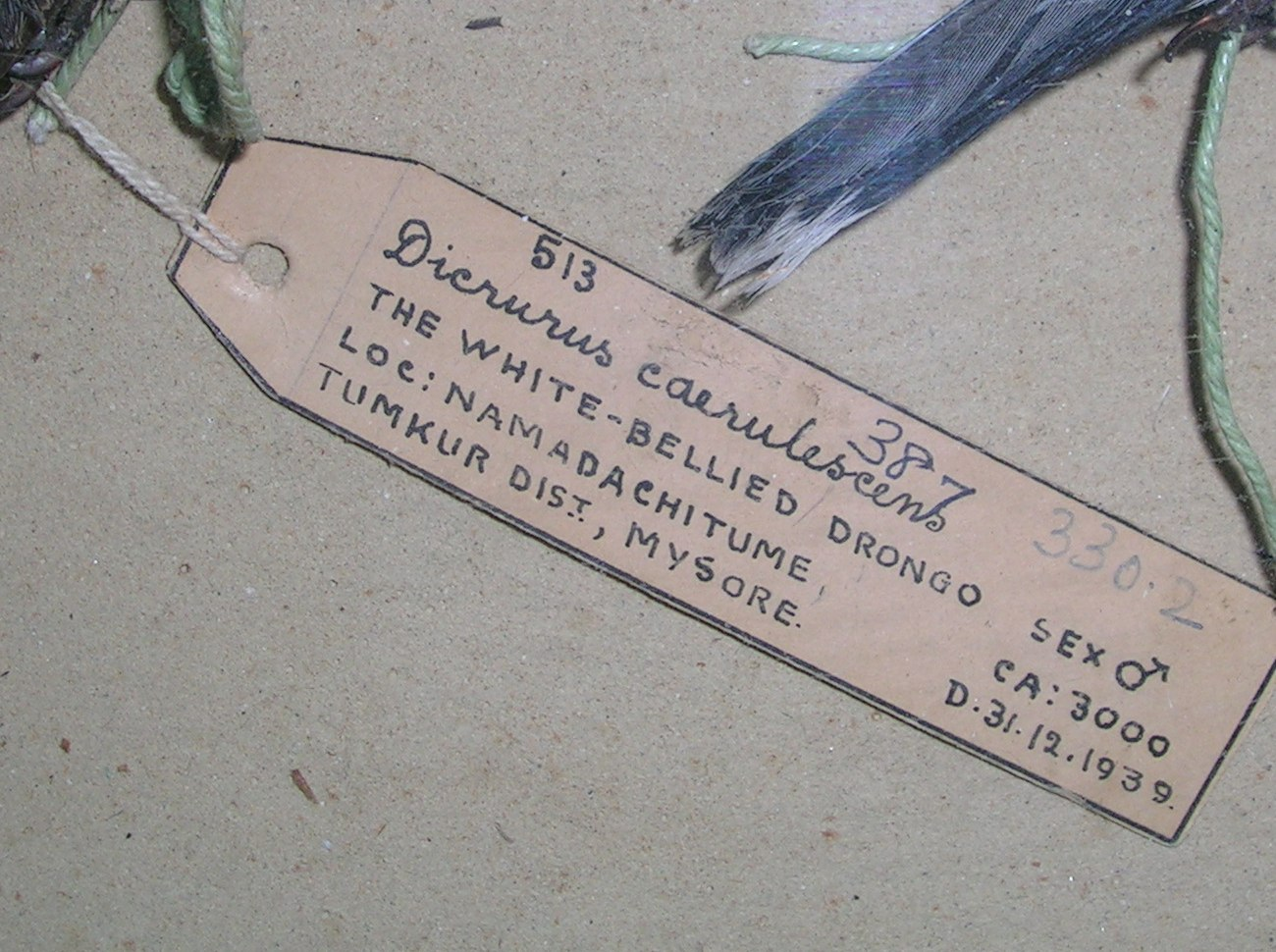
サリーム・アリーがマイソール州の調査中に収集した標本のラベル

## その他の貢献

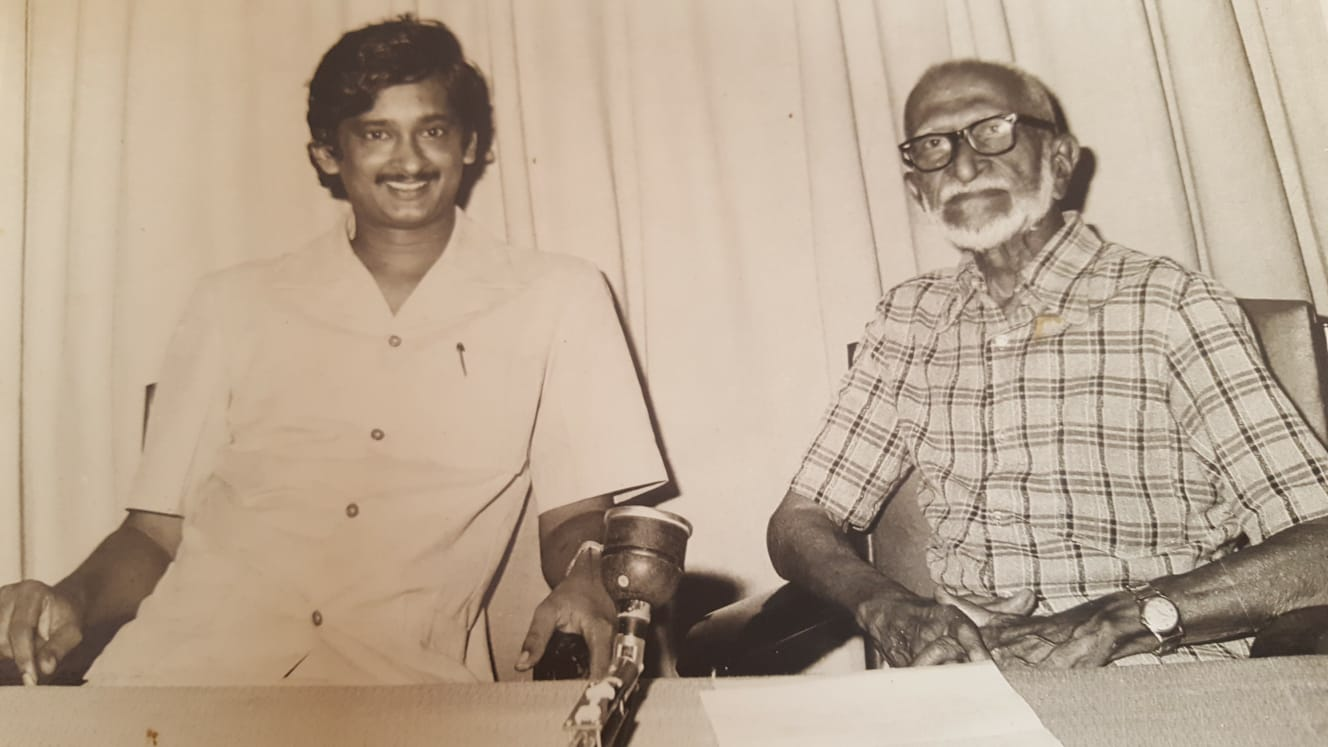
アリとKSRクリシュナラジュ、1975年

## 栄誉と記念碑

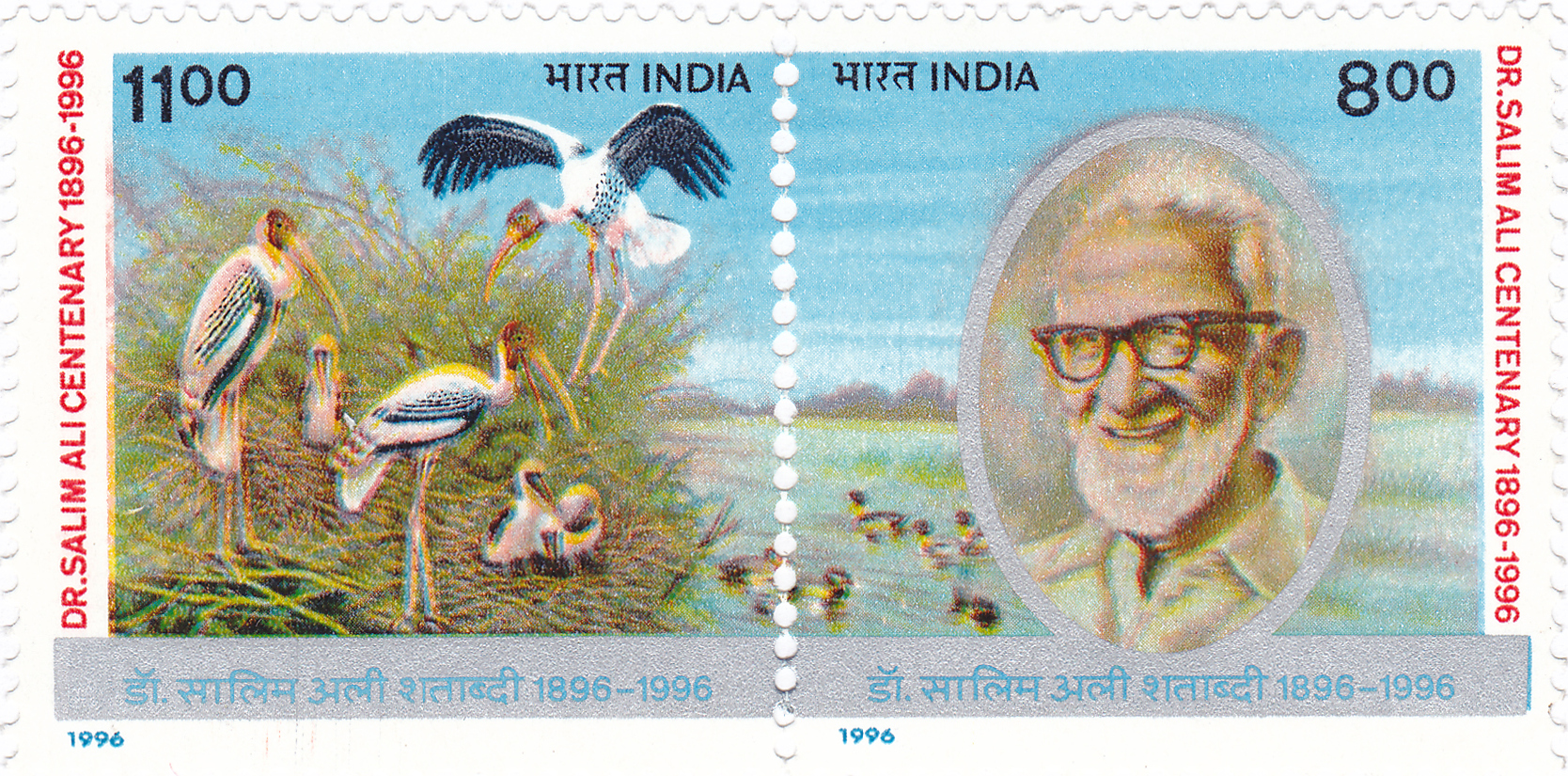
1996年のインドの切手にバーラトプルとサリムアリで描かれたコウノトリ

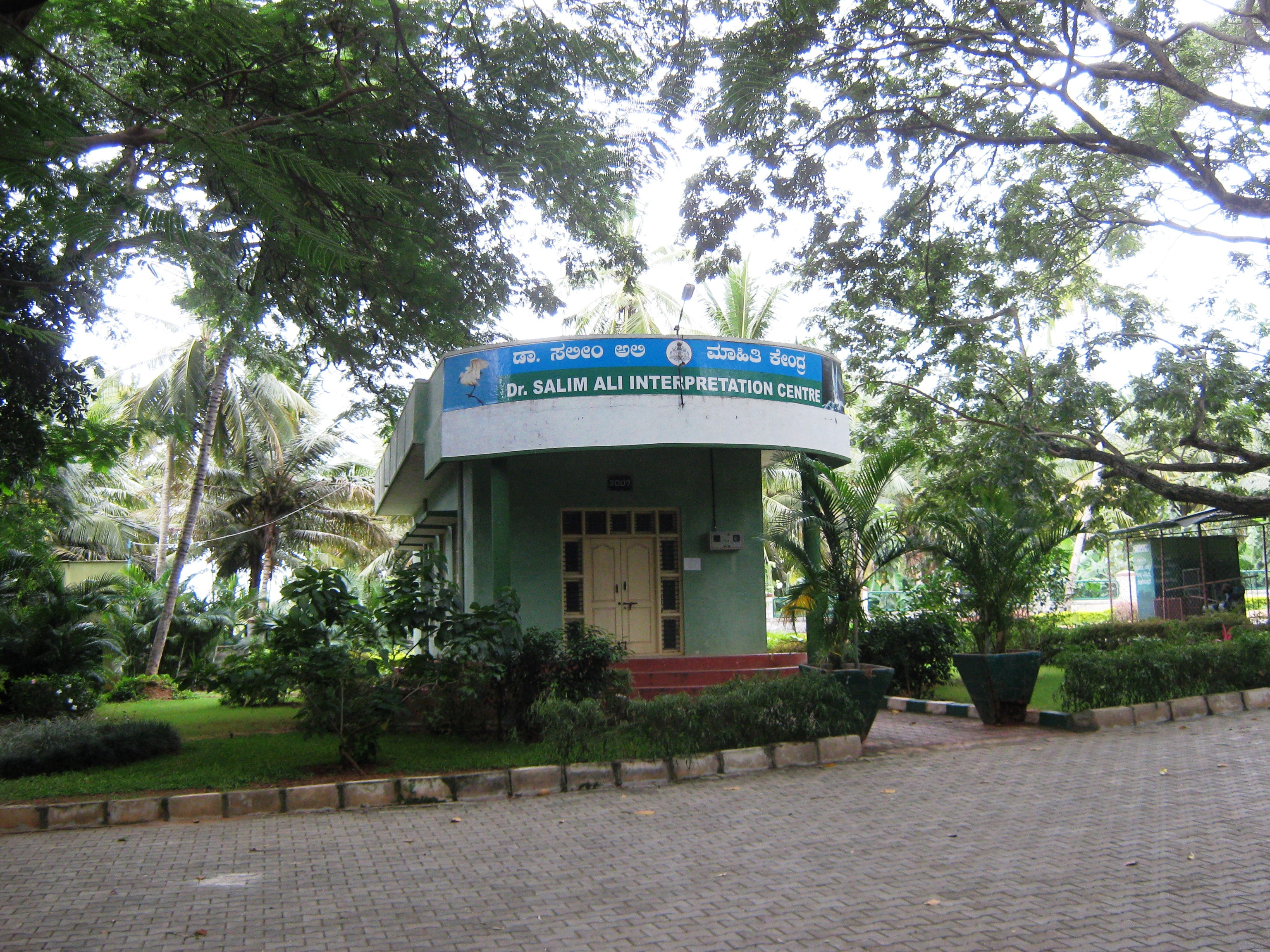
サリムアリにちなんで名付けられたランガナーティトゥ鳥類保護区の通訳センター